# Ямі-каган
Ямі-каган (д/н—609) — 1-й володар Східнотюркського каганату в 603—609 роках. Повне ім'я Ел-Їдук Ямі-каган. В китайців відомий я Киминь Кехань.

## Життєпис
Походив з династії Ашина. Син Бага-кагана. При народженні отримав ім'я Жангар (в китайців Жаньгань). Після смерті батька 589 року не отримав влади, натомість в проміжку до 597 року отримує титул толіс-хан та владу на племенами киданів, татар, татабів.
Він забажав отримати в дружини доньку суйського імператора Ян Цзяня. Для цього зустрівся з чиновником Пей Гюем. Сановник повідомив йому, що якщо він бажає отримати в дружини принцесу, то нехай знайде спосіб знищити дружину Тулан-кагана — Дай (Юн-улугах), представницю династії Чень. У 597 році Жангар обмовив царівну і каган вбив її. Після цього каган, можливо, розкрив наклеп Жангара і став його переслідувати.
Втім вдалося закріпити союз з імперією Суй, оженившись на доньці Ян Цзяня — Ан'ї. Жангар переселився до фортеці Дугін (північніше Ордоса). 598 року допоміг суйському війську в кампанії проти Тулан-кагана. У відповідь останній спільно з Кара-Чурин-Тюрком 599 року завдав поразки Жангару, розграбував його ставку, вбивши його братів і дітей від першого шлюбу. З п'ятьма вершниками і китайським послом Жангар втік до імперії Суй.
Імператор надав Жангару титул цілі-чженьдо-цімінь-кагана (Мудрий, красномовний каган, що веде свій народ). 601 року спробував відвоювати свої землі в Ордосі, але зазнав поразки від Кара-Чурин-Тюрка, що на той час став великим каганом.
У 603 році знову виступив проти Кара-Чурин-Тюрка, який на той час зазнав поразок від повсталих племен теле на півночі. В Ордосі оголошений каганом племенами східних тюрок. Прийняв ім'я Ямі-каган. В наступні декілька років спробував підкорити державу західних тюрок, але марно.
У 607 році прибув до похідного табору імператора Ян Цзяня, подарувавши 3 тис. коней, отримавши натомість 13 тис. шматків шовку. Фактично визнав зверхність суйського імператора. Кагана подав доповідь імператору, в якій пропонував змінити тюркютський одяг і закони на китайські. Імператор вирішив, що це занадто і вказав, що тюркюти досить дикі, особливо степові, і не слід міняти одяг і закони, а потрібно впровадити освіту і просвіту. Імператор наказав влаштувати бенкет для Ямі-кагана і подарувати ще 2 500 шматків шовку, колісницю, верхових коней, литаври, музичні інструменти, прапори і наказав імператорським послам називати Ямі лише за титулом, що вважалося великим привілеєм. Незабаром імператор відвідав ставку кагана в Ордосі.
Зберігав вірність суйському імператору, відмовившись від перемовин з послами Когурьо. У 608 році відвідав Лоян. Помер 609 року. Йому спадкував син Шібі-каган.